# Cambarus coosawattae
Cambarus coosawattae е вид ракообразно от семейство Cambaridae. Видът е почти застрашен от изчезване.

## Разпространение и местообитание
Разпространен е в САЩ (Джорджия).
Обитава пясъчните и скалисти дъна на сладководни басейни, реки и потоци.

## Описание
Популацията на вида е стабилна.